# 成都古蜀船棺合葬墓

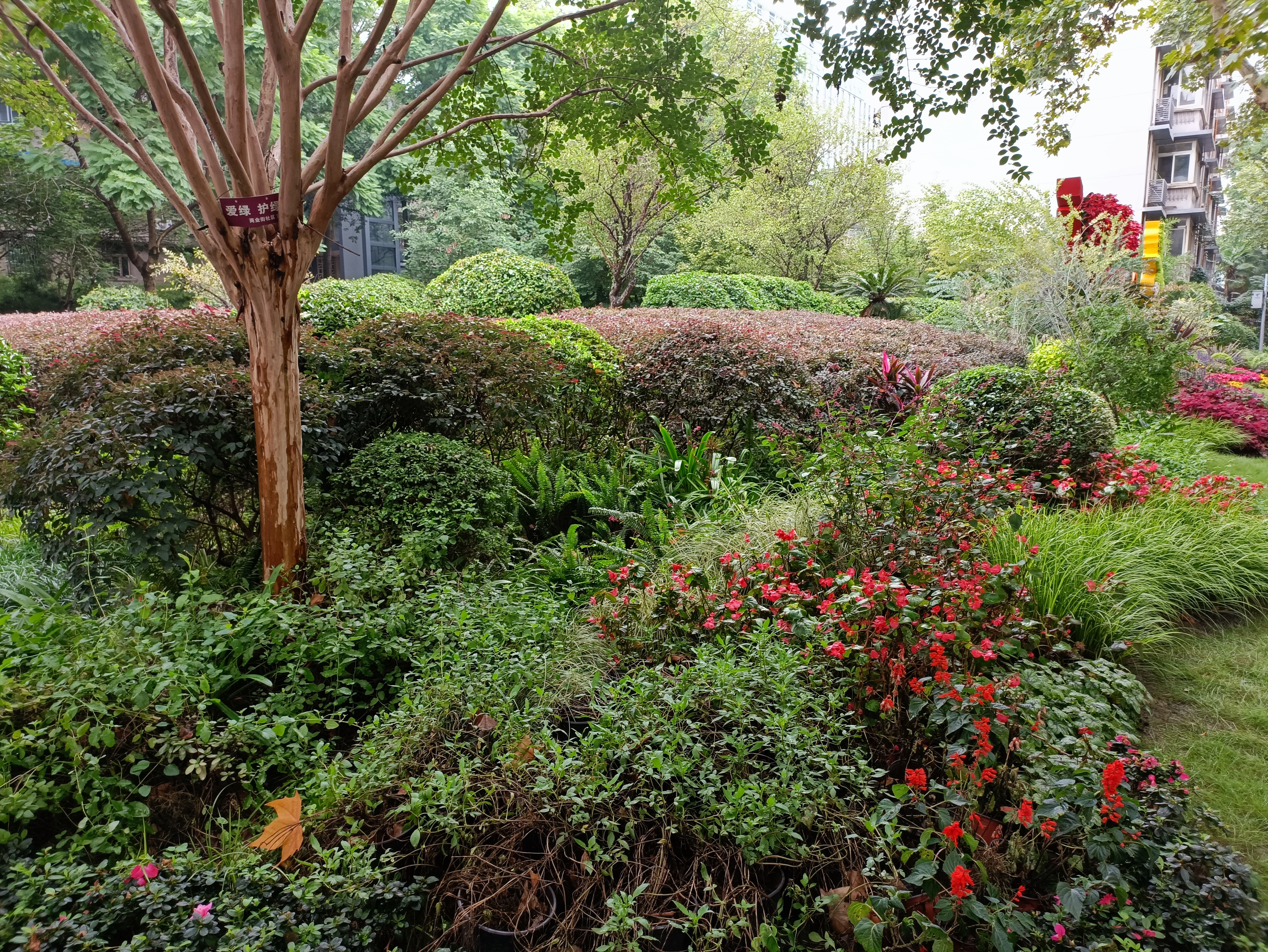
回填后的墓地已成为一片绿地

成都古蜀船棺合葬墓，位于四川省成都市青羊区商业街南侧，为一处大型多棺合葬的土坑竖穴墓。2000年入选全国十大考古发现，2001年6月25日列為第五批全國重點文物保護單位。2002年12月27日列為四川省第六批省級文物保護單位。2012年与三星堆遗址和金沙遗址一并以古蜀文明遗址名称列入中国世界文化遗产预备名单。
古蜀船棺合葬墓年代据推算为古蜀开明王朝晚期（约相当于战国早期），发掘面积约1500平方米，墓葬构造坐东北向西南，面积约600平方米。墓葬中发掘出船棺、独木棺等17具葬具，均为桢楠木整木刳凿而成。9具船棺中最大的长约18.8米，直径1.5米，高1.12米；8具独木棺的长方形棺身长约3.3~3.8米。有疑似汉代盗洞，但毁坏程度不大，木棺及随葬的漆器、竹席等保存较好。墓坑周围有发现地栿、柱础等地上建筑遗迹。墓坑已于2010年回填。